# 뿔개미속
뿔개미속(Myrmica)은 두배자루마디개미아과에 속하는 개미의 속으로서, 전북구에 퍼져 있다. 현재 약 200종이 알려져 있다. 뿔개미속에는 개미집에 기생하는 종도 있다.